# Lézin d'Angers
Lézin d'Angers († vers 610), ou saint Lézin ou Licinius (en latin), est comte d'Anjou de 587 environ à 592 environ[réf. nécessaire], puis évêque d'Angers de 592 environ à 610 environ.
C'est un saint chrétien fêté le 13 février, et localement le 1er novembre.

## Histoire et tradition
Son successeur, Saint Mainbœuf d'Angers aurait rédigé une Vita Sancti Licinii. Il s'agit peut-être plutôt d'un clerc local, Marbode, ensuite devenu évêque de Rennes.
Il fait édifier une basilique funéraire à son usage personnel puis, à la suite d'un miracle, l'église Sainte-Croix à proximité de l'enceinte tardo-antique d'Angers.
Une légende lui attribue la découverte de la fissilité du schiste ardoisier et l’introduction de l'ardoise dans les toitures angevines au VIe siècle. En réalité, ce matériau n'a pas commencé à recouvrir les maisons de la région avant le XIe siècle, et son essor date seulement du XVe siècle. Cette légende probablement forgée vers 1820 lui vaut d'être le saint patron local des ardoisiers.

## Galerie

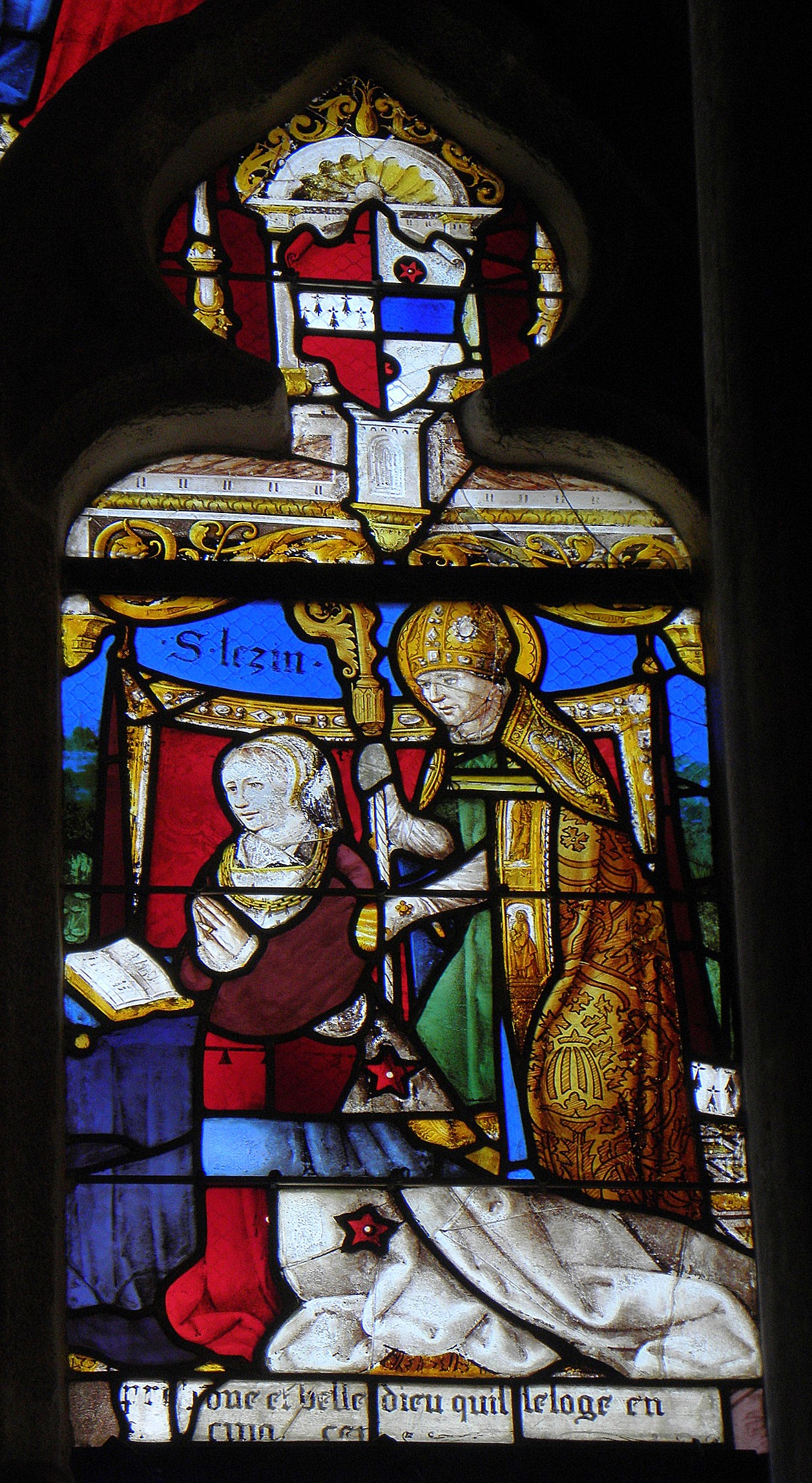
Charlotte de Ferré présentée par saint Lézin - vitrail de l'église éponyme de La Chapelle-Janson (Ille-et-Vilaine).
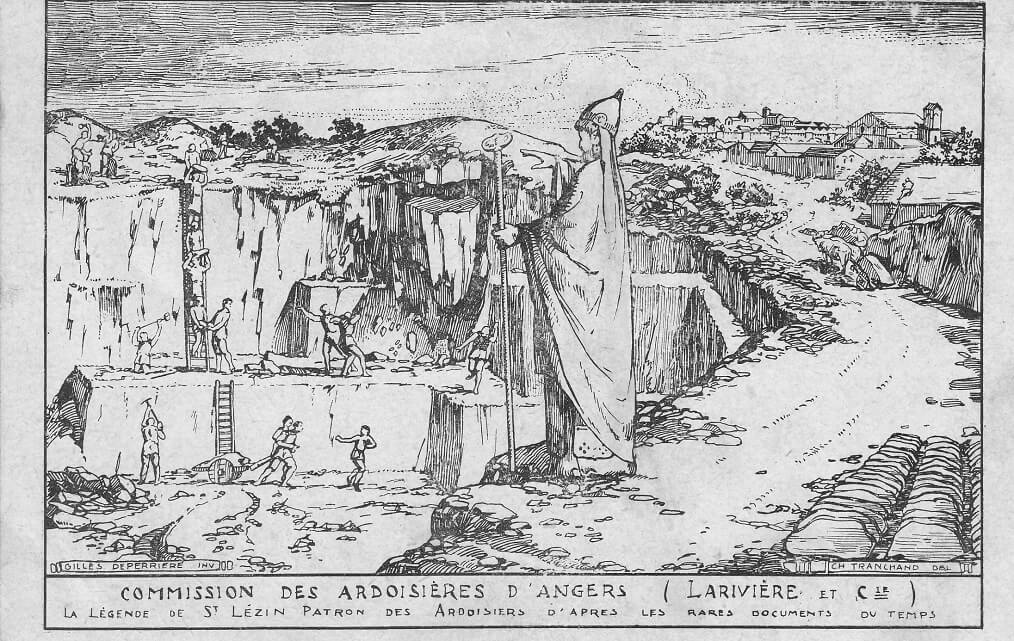
La légende de Saint Lézin, patron des ardoisiers.